# Плещаево
Плещаево — деревня в Любимском районе Ярославской области.
С точки зрения административно-территориального устройства входит в состав Воскресенского сельского округа. С точки зрения муниципального устройства входит в состав Воскресенского сельского поселения.

## География
Находится примерно в 2,25 км по автодороге от д. Маслово. Находится вблизи р. Обнора.

### Климат
Климат характеризуется как умеренно-континентальный с умеренно-тёплым влажным летом, умеренно-холодной зимой и ярко выраженными сезонами весны и осени. Среднегодовая температура воздуха — +3,2°С. Средняя температура самого тёплого месяца — июля — +18,2°С. Абсолютный максимум температуры — +34°С. Средняя температура самого холодного месяца — января — 11,7°С. Абсолютный минимум температуры — −35°С.

### Часовой пояс
Деревня, как и вся Ярославская область, находится в часовой зоне МСК (московское время). Смещение применяемого времени относительно UTC составляет +3:00.

## Население
| 2007 | 2010 |
| ---- | ---- |
| 2    | ↘0   |

Население — 0 человек (2010).